# Copa Ulster
La Copa Ulster fue una competición de fútbol celebrada anualmente entre equipos de Irlanda. Estaba organizada por la federación de fútbol de Irlanda y se celebró en 51 ocasiones hasta que fue suspendida en la temporada 1998/99. En la temporada 2002/03 volvió a celebrarse pero ha sido la última edición hasta el momento. También utilizó el nombre de Lombard Ulster Cup debido al patrocinador.

## Palmarés
- 1948/49	Linfield
- 1949/50	Larne
- 1950/51	Glentoran
- 1951/52	no disputada
- 1952/53	Glentoran
- 1953/54	Crusaders
- 1954/55	Glenavon
- 1955/56	Linfield
- 1956/57	Linfield
- 1957/58	Distillery
- 1958/59	Glenavon
- 1959/60	Linfield
- 1960/61	Ballymena United
- 1961/62	Linfield
- 1962/63	Glenavon
- 1963/64	Crusaders
- 1964/65	Linfield
- 1965/66	Coleraine
- 1966/67	Glentoran
- 1967/68	Linfield
- 1968/69	Coleraine
- 1969/70	Coleraine
- 1970/71	Linfield
- 1971/72	Linfield
- 1972/73	Coleraine
- 1973/74	Ards
- 1974/75	Linfield
- 1975/76	Coleraine
- 1976/77	Glentoran
- 1977/78	Linfield
- 1978/79	Linfield
- 1979/80	Linfield
- 1980/81	Ballymena United
- 1981/82	Glentoran
- 1982/83	Glentoran
- 1983/84	Glentoran
- 1984/85	Linfield
- 1985/86	Coleraine
- 1986/87	Coleraine
- 1987/88	Larne
- 1988/89	Glentoran
- 1989/90	Glentoran
- 1990/91	Portadown
- 1991/92	Bangor
- 1992/93	Linfield
- 1993/94	Crusaders
- 1994/95	Bangor
- 1995/96	Portadown
- 1996/97	Coleraine
- 1997/98	Ballyclare Comrades
- 1998/99	Distillery
- 2002/03        Dungannon Swifts

## Resumen
| Club                | Título(s) | Notas                                 |
| ------------------- | --------- | ------------------------------------- |
| Linfield            | 15        |                                       |
| Glentoran           | 9         |                                       |
| Coleraine           | 8         |                                       |
| Crusaders           | 3         |                                       |
| Glenavon            | 3         |                                       |
| Distillery          | 2         |                                       |
| Ballymena United    | 2         | (más 1 Festival de la copa británica) |
| Larne               | 2         |                                       |
| Bangor              | 2         |                                       |
| Portadown           | 2         |                                       |
| Ards                | 1         |                                       |
| Ballyclare Comrades | 1         |                                       |
| Dungannon Swifts    | 1         |                                       |